# 16229 Kavyakoneru
16229 Kavyakoneru è un asteroide della fascia principale. Scoperto nel 2000, presenta un'orbita caratterizzata da un semiasse maggiore pari a 3,187879 UA e da un'eccentricità di 0,138994, inclinata di 0,945855° rispetto all'eclittica. Ha un diametro di 9,758 km.